# Марленго
Марлѐнго (на италиански: Marlengo; на немски: Marling, Марлинг) е малко градче и община в Северна Италия, автономна провинция Южен Тирол, автономен регион Трентино-Южен Тирол. Разположено е на 363 m надморска височина. Населението на общината е 2524 души (към 2010 г.).

## Език
Официални общински езици са и италианският и немският. Най-голямата част от населението говори немски. В общината се говори и други романски език, ладинският.
| %     | Роден език      |
| 13,41 | Италиански език |
| 86,41 | Немски език     |
| 0,17  | Ладински език   |